# Ma che fiesta
Ma che fiesta è un singolo dei cantanti italiani Gianni Dei e Mita Medici pubblicato nel 1998 dalla Centotre.

## Il disco
Il singolo contiene quattro tracce. Ma che fiesta, cantato in duetto da Gianni Dei e Mita Medici, è la versione italiana del brano El Sueño de la Marisma dei Los del Río con testo italiano scritto da Cristiano Malgioglio (insieme allo stesso Dei). Lo ricordi il blues è cantato da Mita Medici e le restanti due tracce Qua c'è il sole e Ti ricorderai di me da Gianni Dei.

## Video musicale
Del brano Ma che fiesta è stato realizzato anche un videoclip nel 1998 interpretato dagli stessi Gianni Dei e Mita Medici. Nel video è stata inserita anche una breve sequenza del film Pronto... c'è una certa Giuliana per te interpretato dai due attori nel 1967.

## Tracce
1. Gianni Dei e Mita Medici – Ma che fiesta (El Sueño de la Marisma) (C. Malgioglio, G. Dei, J. M. Garcia)
2. Mita Medici – Lo ricordi il blues (P. Vistarini, A. Donati)
3. Gianni Dei – Qua c'è il sole (S. Grandi, G. Curreri)
4. Gianni Dei – Ti ricorderai di me (G. Dei, G. Trombetti)